# Lee (cràter)

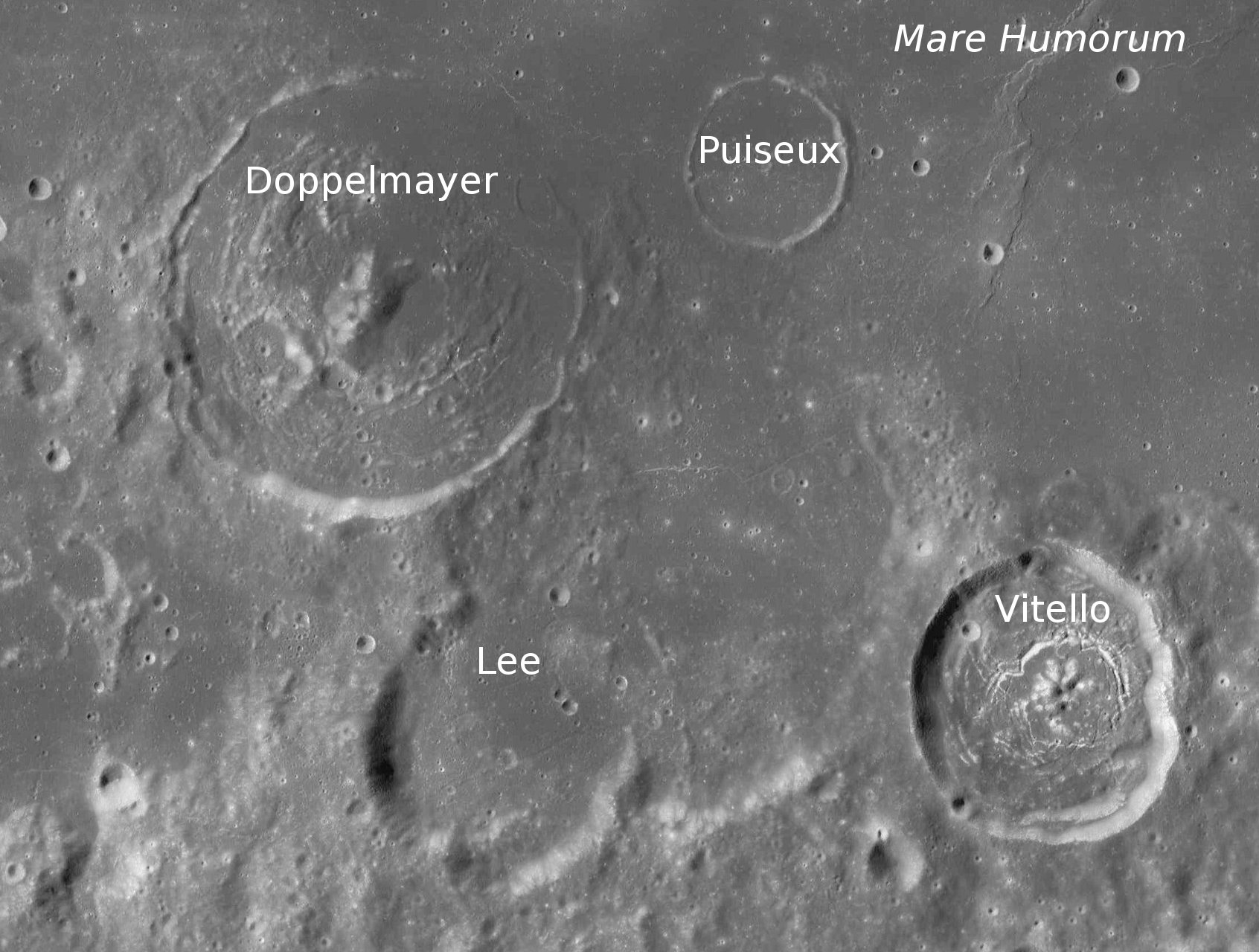
Entorn del cràter Lee. Fotografia de la missió LRO.

Lee és el romanent inundat de lava d'un cràter d'impacte, situat en una entrada del Mare Humorum, en la paret sud-oest de la Lluna. A l'est es troba el cràter Witelo, i just al nord es troba el cràter també inundat de lava Doppelmayer.

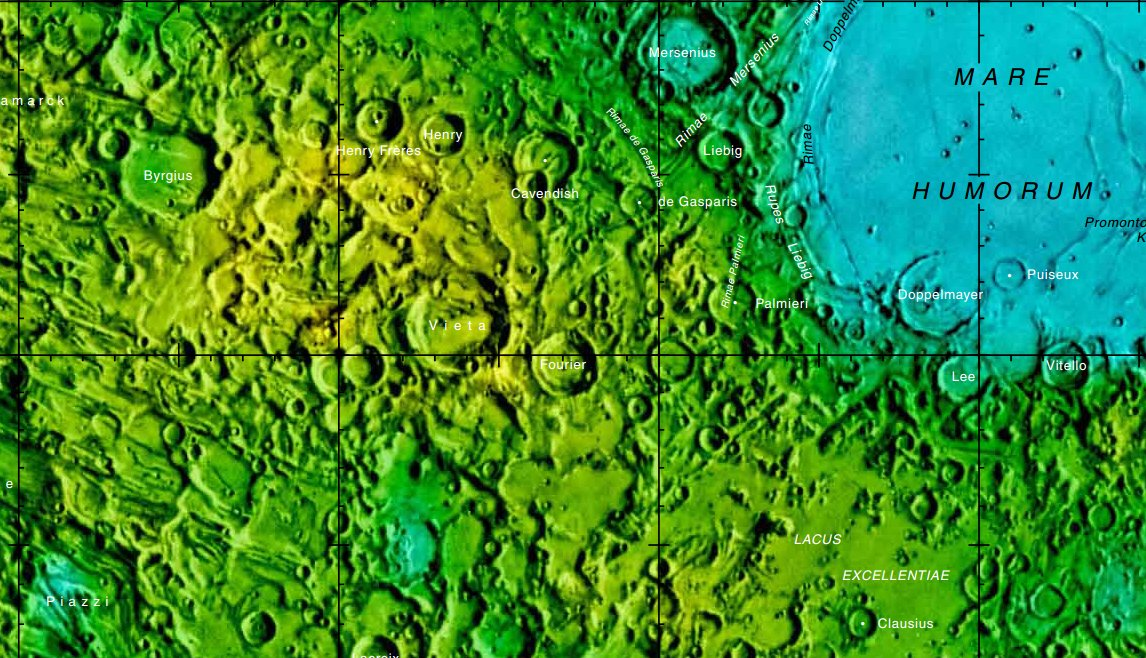
Localització del cràter Lee (centre-dreta de la imatge)

La vora de Lee apareix desgastada i notablement difuminada, amb un ampli espai en el nord-est on ha estat engolit per la lava que va inundar el cràter. L'interior és relativament pla i lliure d'impactes significatius. El cràter satèl·lit Lee A està unit a l'exterior del bord sud de Lee.

## Cràters satèl·lit
Per convenció aquests elements són identificats en els mapes lunars posant la lletra en el costat del punt mitjà del cràter que està més prop de Lee.
|     | \| Lee \| Coordenades \| Diàmetre \| \| --- \| ------------------------------------ \| -------- \| \| A \| 31° 24′ S, 41° 12′ O / 31.4°S,41.2°O \| 18 km \| \| H \| 30° 54′ S, 38° 54′ O / 30.9°S,38.9°O \| 4 km \| \| M \| 29° 48′ S, 39° 42′ O / 29.8°S,39.7°O \| 77 km \| \| S \| 30° 48′ S, 42° 48′ O / 30.8°S,42.8°O \| 6 km \| \| T \| 30° 06′ S, 42° 00′ O / 30.1°S,42.0°O \| 4 km \| |          |
| Lee | Coordenades | Diàmetre |
| A   | 31° 24′ S, 41° 12′ O / 31.4°S,41.2°O | 18 km    |
| H   | 30° 54′ S, 38° 54′ O / 30.9°S,38.9°O | 4 km     |
| M   | 29° 48′ S, 39° 42′ O / 29.8°S,39.7°O | 77 km    |
| S   | 30° 48′ S, 42° 48′ O / 30.8°S,42.8°O | 6 km     |
| T   | 30° 06′ S, 42° 00′ O / 30.1°S,42.0°O | 4 km     |